# Pravni aspekt online igrica
Online igrice su poslednjih godina doživele pravi procvat sa sve većom dostupnošću Interneta, download/upload brzinama i nižim cenama neograničenog pristupa svim internet sadržajima. Iako su igrice na socijalnim mrežama, MMORPG (engl. Massively Multiplayer Online Role-Playing Game) na gaming platformama (kao što je Steam) i brouzer igrice jako popularne, veoma malo njihovih korisnika je upoznato sa zakonima i propisima koji ih štite od krađe naloga, poverljivosti i zaštiti ličnih podataka i dr. Sama e-games industrija, u mnogim zemljama i na globalnom nivou, suočava se ponekad sa malim brojem nedovoljno preciznih regulativa koje su tiču autorskih prava, reklamiranja u medijima i dr.

## Zakoni vezani za onlajn igrice
Veliki broj zemalja tek donosi prve zakone u vezi sa onlajn igričima. Među njima je i Kina koja ima preko 420 miliona Internet korisnika. Ministarstvo kulture Kine je donelo zakon koji nalaže industrijama koje se bave proizvodnjom onlajn igrica da razviju strategije kako da se ograniči vreme igranja za maloletne osobe, dok su svi korisnici dužni da koriste svoja prava imena prilikom registracije igrice. 
Država koja je najviše odmakla na polju pravnog regulisanja onlajn igrica je SAD. Serijom zakona je regulisano:
- Prava na autorsko pravo se odnose na naziv igrice, naziv i izgled karaktera i sav ostali kod, dok izgled igrice, način na koji se igra i kontrole za karaktere ne podležu zaštiti[2]
- Prilikom registrovanja zaštitnog znaka na bilo koji deo igrice, obavezno je i navesti klasu kojoj isti pripada kako bi se znalo za šta se koristi[3]
- Sve sto se želi označiti kao poverljivo u igrici mora dobiti NDA standard[4]
- Po  ne smeju se prikupljati lične informacije osoba mlađih od 13 godina prilikom registracije i obavezno je na zahtev roditelja dati bilo koju informaciju vezanu za nalog njihovog deteta[5]
- Najveći i najopsežniji zakon je DMCA (engl. Digital Millennium Copyright Act) koji između ostalog zabranjuje reverzibilni inžinjering i reguliše provizije od prodaje igara[6]

## Sudski slučajevi koji odslikavaju prava na polju onlajn igara
- - zloupotreba autorski prava i zaštitnih znakova[7]
- - šta se može, a šta ne kopirati iz igrice drugog proizvođača[8]
- - problemi zajednice oko onlajn igara[9]

## Budućnost onlajn igrica sa strane pravnog regilisanja
Ako se nastavi trend sve većeg broja onlajn igara i korisnika kojima su one dostupne, može se i očekivati porast broja zakona koji će precizno urediti kakvo se ponašanje očekuje i od onih koji svakodnevno uživaju u virtuelnim herojima i onih koji ih kreiraju u virtuelnoj stvarnosti. Sve pokazatelji govore da će u godinama koje slede, zbog sve većeg broja zavisnika od onlajn igara, države  morati da posvete više pažnje uređivanju zakona koji će uspostaviti kontrolu nad ovom industrijom.

## Spoljašnje veze
- Online igrice sa stanovišta kopirajta i medijskog reklamiranja